# Nationale Havenraad
De Nationale Havenraad (NHR) was een overleg- en samenwerkingsorgaan van de Nederlandse zeehavens (havenbeheerders (zeehavenexploitanten), havenbedrijfsleven (zeehavengebruikers) en een aantal departementen die met de zeehavens te maken hebben.
De Nationale Havenraad werd per 1 januari 2012 opgeheven. Op 1 december 2011 vond in aanwezigheid van minister Schultz van Haegen de slotbijeenkomst van de raad plaats. 

## Functie
De raad stimuleerde de (concurrentie)positie van Nederland als haven-, industrie-, transport- en distributieland en coördineerde daartoe de overdracht en kennis over en visievorming op havenontwikkelingen. Een en ander via overleg en het bevorderen van de samenwerking binnen en tussen de diverse geledingen van de havensector, het coördineren van het rijksbeleid met hulp van de rijksvertegenwoordigers en het adviseren en informeren van de verschillende havenpartijen. Het orgaan bestond naast een onafhankelijk voorzitter uit 20 leden en 22 plaatsvervangend leden. Onafhankelijk voorzitter was sinds 1 april 2006 Wim van Gelder (CDA). 

## De zeehavens in vier zeehavenregio's
Noordelijke zeehavens: 
- Delfzijl/Eemshaven
- Harlingen
- Den Helder

Noordzeekanaalgebied: 
- Amsterdam
- Zaanstad
- Beverwijk
- Velsen/IJmuiden

Rijn- en Maasmondgebied: 
- Rotterdam
- Schiedam
- Vlaardingen
- Maassluis
- Dordrecht
- Moerdijk
- Scheveningen

Scheldebekken: 
- Vlissingen
- Terneuzen

## Autoriteiten
- Groningen Seaports is een gemeenschappelijke regeling (havenschap), met als deelnemers: de provincie Groningen en de gemeenten Delfzijl en Eemsmond; dit schap beheert beide havens.
- De haven Amsterdam is een gemeentelijke tak van dienst, die namens de gemeente de Amsterdamse haven ontwikkelt, exploiteert en beheert.
- Buiten de sluizen worden de havenfaciliteiten geëxploiteerd door twee private ondernemingen. Zeehaven IJmuiden N.V. (meerderheid van aandelen in handen van het particuliere bedrijfsleven; de provincie Noord-Holland en de gemeente Velsen hebben een minderheidsbelang) is verantwoordelijk voor de havenbekkens ten zuiden van het sluizencomplex. De kaden noordelijk van deze sluizen zijn deel van Corus. Zowel Corus als de gemeente Velsen beschikt over havenfaciliteiten langs het Noordzeekanaal.
- Het Havenbedrijf Rotterdam is verzelfstandigd, waarbij de gemeente Rotterdam het merendeel van de aandelen bezit. Het stimuleert bedrijvigheid in de haven, verhuurt haventerreinen en zorgt voor orde en veiligheid op het water.
- Het Havenschap Moerdijk is een gemeenschappelijke regeling met als deelnemers: de provincie Noord-Brabant en de gemeente Moerdijk.
- Zeeland Seaports is een gemeenschappelijke regeling (havenschap) met als deelnemers: de provincie Zeeland en de gemeenten Vlissingen, Borsele en Terneuzen; dit schap beheert de havens van Vlissingen, Vlissingen-Oost ('het Sloe-gebied'), de Braakmanhaven en de havens langs het Nederlandse deel van het Kanaal Gent-Terneuzen).

## Geschiedenis
De Zeehavennota uit 1966 gaf aan dat er een behoefte was aan een orgaan dat het onderling contact tussen de havenbeheerders en het bedrijfsleven zou kunnen bevorderen. In 1968 werd daartoe de Commissie Zeehavenoverleg (CZHO) ingesteld. Die bracht in 1974 advies uit om een Nationale Havenraad in te stellen met als samenstelling:
- vertegenwoordigers van het Rijk;
- de besturen van havengemeenten, havenregio's en het havenbedrijfsleven.

De commissie kende een onafhankelijk voorzitter. De voorzitter was Siep Posthumus, op het moment van zijn benoeming lid van de Tweede Kamer (PvdA) en voordien staatssecretaris voor Verkeer en Waterstaat in het kabinet Cals (1965-1966). 
Na de instelling van de Voorlopige Nationale Havenraad in 1980 is de Nationale Havenraad opgericht bij Koninklijk Besluit van 7 mei 1986. 
Voorzitter van de Voorlopige Nationale Havenraad werd Roel van Heusden, een gepensioneerde ondernemer (directeur Technische Unie, een groot handelsbedrijf) uit Rotterdam (VVD). Die werd later opgevolgd door Gerrit Brokx, oud staatssecretaris voor Volkshuisvesting en op dat moment burgemeester van Tilburg (CDA), vervolgens Arie van der Hek (oud-Tweede Kamerlid voor de PvdA). De laatste voorzitter was Wim van Gelder, toen commissaris van de Koningin in Zeeland (CDA).
Vooral in de periode van de Commissie Zeehavenoverleg had de commissie een belangrijke functie om de animositeit tussen Rotterdam en Amsterdam op havengebied binnen de perken te houden. Deze animositeit werd in de loop van de tijd minder, te meer omdat het havenbedrijfsleven van beide havens verstrengeld raakte. Vooral in de periode van de Commissie Zeehavenoverleg werden adviezen uitgebracht over gewenste grote infrastructurele ingrepen, zoals over de verbetering van de achterlandverbindingen, het verbeteren van de toegang tot Rotterdam en het aanleggen van een voorhaven bij IJmuiden (dat project ging door de recessie in de jaren 70 niet door). Veel aandacht ging uit naar de onderlinge concurrentiepositie van de havens en de concurrentiepositie van vooral Rotterdam en Amsterdam ten opzichte van buitenlandse havens als Hamburg en Antwerpen. Jaren werd gewerkt aan een groot advies over de 'doorvoerfunctie' van de zeehavens. Dat had moeten aantonen dat het belangrijk is dat er in de zeehavens geïnvesteerd wordt. Uit de economische berekeningen bleek echter ook dat de voordelen van dergelijke investeringen juist in het buitenland vielen: het snel en goedkoop afwerken van het goederenvervoer wordt vertaald in lagere tarieven. De Nederlandse economie bleek het meeste rendement te hebben als in de havens zelf de goederen werden verwerkt.
Als onderdeel van een omvangrijke bezuinigingsoperatie op het beleidsterrein van het ministerie van Infrastructuur en Milieu (I&M) werd door het kabinet-Rutte I besloten de raad per 1 januari 2012 op te heffen. De taken van de Havenraad worden deels overgenomen door I&M zelf en voor een ander gedeelte door het Overleg Infrastructuur en Milieu. Havenautoriteiten en -bedrijfsleven moeten vooral zelf hun belangen gaan behartigen.

## De organisatie
De kantoororganisatie was gevestigd in een gebouw van Rijkswaterstaat te Den Haag. Het werk van de raad werd inhoudelijk voorbereid in commissies.
Regionaal georganiseerde commissies:
- Regionale Commissie Noordelijke Zeehavens
- Regionaal Havencomité Noordzeekanaalgebied
- Commissie Rijn- en Maasmond
- Regionale Commissie Scheldebekken

Vakcommissies en werkgroepen:
- Commissie Europa
- Juridische Commissie
- Commissie Overheidsinterventies
- Commissie Statistiek
- Commissie Strategie
- Commissie Veiligheid en Milieu
- Beleidsgroep Bagger
- Klankbordgroep Onderzoeken Zeehavens
- Werkgroep Communicatie
- Werkgroep Economie en Leefbaarheid
- Werkgroep Geluid
- Werkgroep ICT EDO